# NGC 5526-2
NGC 5526-2 (другие обозначения — UGC 9115, MCG 10-20-84, KCPG 421A, PGC 50803) — галактика в созвездии Большая Медведица.
Этот объект не входит в число перечисленных в оригинальной редакции «Нового общего каталога» и был добавлен позднее.